# Sunnanå kyrkogård
Sunnanå kyrkogård, även kallad Skellefteå södra begravningsplats, en begravningsplats i stadsdelen Sunnanå i Skellefteå, fyra kilometer sydväst om Sankt Olovs kyrka. Kyrkogården är en av två begravningsplatser som hör till Sankt Olovs församling. Den andra är Alhems kyrkogård.
Sunnanå kyrkogård började anläggas 1915, då byggdes också dess gravkapell som främst används till borgerliga begravningar. Begravningsplatsen rymmer både kistgravar och urngravar. Tidstypiska grusgravar med stenramar och stora gravvårdar finns på den gamla delen som är från början 1900-talet. Ett särskilt område i det sydvästra hörnet av kyrkogården är tänkt för Katolska kyrkans medlemmar. I denna del av kyrkogården finns ett mindre krucifix rest.

## Historia
Mark köptes in för att anlägga en begravningsplats på Sunnanå eftersom det saknades lämpliga områden i dåvarande Skellefteå stad. Sunnanå kyrkogård invigdes 1915 men har därefter utvidgats cirka 1925, 1939, 1948 (enligt förslag av Knut Nordenskjöld) och 1974. Främst har utvidgningarna skett mot väster.
Grindar uppfördes vid huvudentrén 1929 vars syfte var att "lyfta fram samhörigheten med Sankt Olovs kyrka". Omkring 1930 uppfördes ett redskapsskjul i trä.  Gravkapellet brann på 1970-talet och renoverades invändigt i 1970-talsstil.
År 1997 inträffade ett mordförsök på kyrkogården där en ung kvinna överfölls. 24 år senare var brottet fortfarande inte uppklarat och hanterades av polisen i Region Nords Kalla fall-gruppen.
En klockstapel uppfördes 1999 och i slutet av 2000-talet uppfördes en ekonomibyggnad med WC vid den runda öppna yta som finns öster om kapellet. År 2022 kunde den nya askgravlunden tas i bruk.

## Gravplatsen
Gravplatsen är belägen på en plan yta, avgränsad av en en låg och tät häck, en bogårdsmur av sten i väster samt en slänt mot Skellefteälven i norr. Ursprungligen var hela området omgiven av en granhäck.
I sydost finns gravplatsens huvudentrén som utgörs av fyra vita putsade portstolpar med svarta järngrindar. Dessa liknar de grindar som finns vid församlingskyrkan. Entréer finns även i sydväst och väst, dessa har enklare utformning. 
En björkallé utgår från huvudentrén och norrut genom det äldre området med grusgravar och  ståtliga och påkostade gravvårdar. En stor andel av gravarna omges av häckar. En del av grusgravarna har ramats in av stenar eller staket i smide. Centralt i det gamla området, intill björkallén, ligger ett gravkapell. Nordväst om gravkapellet ligger en modern ekonomibyggnad med garage. Intill finns ett vitmålat redskapsskjul av trä. 50 meter österut om gravkapellet finns en klockstapel av trä.
Gångarna på gravplatsen är grusade. Områdena västerut är nyare och har en modernare karaktär. Gravstenarna är där resta i gräsmatta fördelade i rader med rygghäckar av aronia.

## Gravkapellet
Gravkapellet i "lekfull jugendstil" saknar enligt Riksantikvarieämbetet motsvarighet i Västerbottens län. Det uppfördes 1915 och är ritad av arkitekten Viktor Åström. Gravkapellet är ett av hans bäst bevarade byggnader i Skellefteå och beskrivs av Länsstyrelsen i Västerbottens län som "ett smycke för kyrkogården".

### Exteriör
Kapellet är uppfört i vit slätputsat tegel och är nästintill kvadratiskt. Taket är av brant valmat tegel med avrundade, utskjutande hörn. Uppåt avslutas det med små kopparbeklädda tureller. Fönstren är högt placerade och dess bågar bryter därför takfotslinjen. De har mycket karaktäristiska rundbågiga frontespiser ovanför. Hörnen på taknocken pryds av två smäckra liksidiga metallkors med en cirkel, vilket är samma motiv som återkommer i församlingskyrkan. 
Utvändigt är gravkapellet mycket välbevarat med undantag för att den  tillgänglighetsanpassats med handikappramp. Ursprungligen var fönsterbågarna kromoxidgröna men åtminstone 2010 var de istället röda.

### Interiör
Även om mycket bevarats utvändigt har den förändrats desto mer invändigt. Interiören fick en 1970-talsprägel då den renoverades efter en brand på just 1970-talet. Exempelvis blev både fönsterträ och golvlister målade i engelsk röd. I slutet av 2000-talet började man dock återställa interiören till ett mer tidstypiskt utförande.